# Lionel Gendron
Lionel Gendron P.S.S. (Saint-Quentin, 12 giugno 1944) è un vescovo cattolico canadese, dal 5 novembre 2019 vescovo emerito di Saint-Jean-Longueuil.

## Biografia
Ordinato sacerdote nel 1969, un anno dopo è entrato nella compagnia dei sacerdoti di San Sulpizio. Ha insegnato per due anni in Colombia prima di trasferirsi, nel 1972, a Roma dove ha conseguito, nel 1975, il dottorato in teologia alla Pontificia Università Gregoriana. Successivamente ha fatto ritorno in Colombia ed infine, nel 1976, in Canada, dove ha ricoperto diversi ruoli al seminario di Montréal fino a divenirne rettore (1987-1990). Tra il 1990 e il 1994 è stato rettore del seminario di Edmonton. Nel 1994 Gendron è stato nominato superiore della provincia canadese dei sacerdoti di San Sulpizio, ricoprendo la carica per due mandati, fino a gennaio 2006.
Nel febbraio 2006 è stato ordinato vescovo, come vescovo ausiliare di Montréal e vescovo titolare di Tagase. Nel 2010 è stato nominato vescovo di Saint-Jean-Longueuil, carica che ha ricoperto fino al ritiro nel novembre 2019.
Nel 2017 è stato eletto presidente della Conferenza episcopale del Canada, di cui era già stato vicepresidente nel biennio precedente. Nel 2019 gli è subentrato Richard Joseph Gagnon.

## Genealogia episcopale e successione apostolica
La genealogia episcopale è:
- Cardinale Scipione Rebiba
- Cardinale Giulio Antonio Santori
- Cardinale Girolamo Bernerio, O.P.
- Arcivescovo Galeazzo Sanvitale
- Cardinale Ludovico Ludovisi
- Cardinale Luigi Caetani
- Cardinale Ulderico Carpegna
- Cardinale Paluzzo Paluzzi Altieri degli Albertoni
- Papa Benedetto XIII
- Papa Benedetto XIV
- Cardinale Enrico Enriquez
- Arcivescovo Manuel Quintano Bonifaz
- Cardinale Buenaventura Córdoba Espinosa de la Cerda
- Cardinale Giuseppe Maria Doria Pamphilj
- Papa Pio VIII
- Papa Pio IX
- Cardinale Alessandro Franchi
- Cardinale Giovanni Simeoni
- Cardinale Antonio Agliardi
- Cardinale Basilio Pompilj
- Cardinale Adeodato Piazza, O.C.D.
- Cardinale Paul-Émile Léger, P.S.S.
- Cardinale Paul Grégoire
- Cardinale Jean-Claude Turcotte
- Vescovo Lionel Gendron, P.S.S.

La successione apostolica è:
- Vescovo Claude Hamelin (2016)